# William Stafford
William Stafford, fra Chebsey, Staffordshire, (født ca.1500 – død 5. maj 1556) var bonde i Essex og blev kendt da han ægtede Mary Boleyn, der tidligere havde været kong Henrik 8. af Englands elskerinde.
William var søn af ægteparret Humphrey Stafford, fra Blatherwycke, Northamptonshire, og Margaret, datter af John Fogge fra Ashford, Kent. Familien var fjernt beslægtet med den mægtige slægt Stafford, der dengang havde magten over hertugdømmet i Buckingham og jarledømmet i Wiltshire. Men William var en menig soldat, og desuden heller ikke den ældste. Han tjente kong Henrik den 8. som soldat, og i 1532 kan man finde hans navn blandt de ca. 200 personer der ledsagede kongen til Frankrig. Der skulle kongen og hans daværende forlovede  Anne Boleyn møde den franske konge, Frans 1. af Frankrig, der ville vise sin påskønnelse af Henriks planer om at få sit ægteskab med dronning Katharina af Aragonien annulleret. 

## Første ægteskab
Blandt dem der ledsagede kongen og Anne, var hendes storesøster, Mary Boleyn, der ligesom Anne var datter af Thomas Boleyn der på grund af sine døtre var blevet adlet til jarl af Wiltshire og jarl af Ormond, Irland. Da Mary dermed var en jarls datter, en hertugs niece og med Anne forstående ægteskab med kongen, svigerinde til kongen, var udsigtet til en magtfuld ægteskab stort. Men efter Mary havde indgået hemmeligt ægteskab med  Stafford i stedet, blev hun og hendes mand forvist fra hoffet, og hun så dermed aldrig sin søster, bror George Boleyn eller forhenværende elsker, kongen igen. 
Parret bosatte sig først i Chebsey, Staffordshire, men flyttede senere til Boleyn familiens hjem, Rochford Hall, Rochford, Essex, efter forældrenes død. Mary fik under sit første ægteskab med William Carey to børn Henry Carey og Catherine Carey, selvom hårdnakkede rygter sagde at børnenes biologiske fader var kong Henrik den 8. Da Mary blev forvist fra hoffet var hun allerede gravid med William Stafford, men barnet overlevede højst sandsynligvis ikke til det blev voksent. Rygter siger at dette barn var en dreng der fik navnet Edward , og parret senere fik en pige der blev navngivet Anne, der også døde i en ung alder. Dermed fik parret ingen børn der overlevede forældrene og kunne videreførere slægten. William begyndte senere at tjene i Skotland, hvor han blev adlet i 1545, og to år senere blev han parlamentsmedlem.
William ægteskab med Mary Boleyn, der blev indgået den 7. september 1534, resulterede i fødsel af to børn, men begge døde i en tidlig alder: 
- Anne Stafford (?–?), blev formentlig opkaldt efter Marys søster, den daværende Dronning Anne.
- Edward Stafford (1535–1545) .

## Andet ægteskab
Mary døde den 19. juli 1543, og to år efter i 1545 giftede William sig med en fjern kusine Dorothy Stafford, der var den yngste datter af Henry Stafford og dennes kone Ursula Pole, med hvem han havde tre sønner og 2 døtre. De flyttede til Geneve under Maria 1. af England regeringstid, og Williams nåede ikke at se starten af sin niece, Elizabeth 1. af Englands, regeringsperiode og dermed opleve sin kone, børn og stedbørn få indflydelse, da han døde den 5. maj 1556 i Geneve.
I Williams andet ægteskab med Dorothy fik de seks børn: 
- Elizabeth Stafford (født i 1546 – død 6. februar 1599), indgik først ægteskab med William Drury, og senere John Scott.
- Dorothy Stafford (født og død i 1548)
- Edward Stafford  (født 1552 – død 1604), blev gift første gang med  Roberta Chapman og anden gang med Douglas Sheffield.
- Ursula Stafford (født 1553), gift med Richard Drake
- William Stafford (født 1554 – død 1612),gift med  Anne Gryme.
- John Stafford (født januar 1556 – død 1624), indgik ægteskab med Millicent Gresham.

## Bøger og film
William bliver spillet af skuespilleren Eddie Redmayne i filmatiseringen fra 2008 efter roman Den anden søster af forfatteren Philippa Gregory, derudover også har Scarlett Johansson som Mary, Natalie Portman som Anne, og Eric Bana som kong Henrik den 8. på rollelisten. 
Phillip Glenister spillede overfor Natascha McElhone som Mary i BBC filmen The Other Boleyn Girl fra 2003 . 
William Stafford optræder som en af hovedpersonerne i Karen Harpers novelle 'The Last Boleyn', der er en fiktiv historien om Marys liv i årene før, under og efter affæren med kongen.